# Bhanpura
Bhanpura là một thị xã và là một nagar panchayat của quận Mandsaur thuộc bang Madhya Pradesh, Ấn Độ.

## Địa lý
Bhanpura có vị trí 24°31′B 75°44′Đ / 24,52°B 75,73°Đ Nó có độ cao trung bình là 384 mét (1259 foot).

## Nhân khẩu
Theo điều tra dân số năm 2001 của Ấn Độ, Bhanpura có dân số 16.493 người. Phái nam chiếm 51% tổng số dân và phái nữ chiếm 49%. Bhanpura có tỷ lệ 70% biết đọc biết viết, cao hơn tỷ lệ trung bình toàn quốc là 59,5%: tỷ lệ cho phái nam là 80%, và tỷ lệ cho phái nữ là 61%. Tại Bhanpura, 13% dân số nhỏ hơn 6 tuổi.